# 突叶螨
突叶螨（學名：Tetranychus tumidus）为葉蟎科葉蟎屬下的一个种。本物種是一種多食性的動物，在實驗室裡可以以70多種植物為宿主；而這物種本身亦是一種棉花害螨，但在美國東岸亦有被用於控制雜草的生長，主要是鳳眼藍。
Phytoseiulus macropilis (Banks)為其天敵。

## 參看
- 野草：鳳眼藍
- Tetranychus lintearius